# Retinopatía por fototoxicidad
La retinopatía por fototoxicidad (también conocido como fototoxicidad retinal) resulta cuanto fuentes potenciales, como los equipos oftalmológicos, emiten radiaciones electromagnéticas significantes en el rango infrarrojo.
Hace más de treinta años se demostró el efecto perjudicial y tóxico de ciertos tipos de longitudes de onda sobre el ojo, que incluyen desde la retinitis solar hasta el daño producido por la luz en cirugía. De los mecanismos involucrados en la génesis del daño se estima que el fotoquímico es el más importante, los cambios son de tipo bioquímico y el sitio más afectado cuando el daño es reversible es el segmento externo de los fotorreceptores.

## Prevención
La forma más importante de prevenir lesiones retinales originadas por este mecanismo, consiste en identificar y controlar los factores que intervienen en cirugía como:
1. Intensidad y tiempo de exposición a la luz.
2. Coaxialidad y enfoque hacia la zona macular de la misma.
3. Lentes intraoculares con protección UV.
4. Protección macular con filtros, aire intracamerular y bloqueadores externos.
5. Identificar sensibilidades previas o condiciones predisponentes.[1]

Clínicamente esta patología puede evidenciarse como lesiones blanquecinas que progresan a cambios pigmentarios leves o más acentuados y hasta dar origen a membranas epiretinales (pucker macular) y cicatrices amarillentas. De acuerdo a la severidad del daño y las condiciones patológicas previas asociadas como edema macular, retinopatía diabética, degeneración macular entre otras, el compromiso puede ser reversible o persistir en forma definitiva con la consecuente disminución permanente de agudeza visual.